# Mobendorf
Mobendorf ist ein Ortsteil der Gemeinde Striegistal im Landkreis Mittelsachsen im Freistaat Sachsen. Der Ort schloss sich am 1. Januar 1994 mit drei weiteren Orten zur Gemeinde Striegistal zusammen, die wiederum am 1. Juli 2008 um die Gemeinde Tiefenbach erweitert wurde.

## Geographische Lage

### Geographie und Verkehr
Mobendorf befindet sich im Süden der Gemeinde Striegistal. Der durch den Ort fließende Dorfbach entwässert in die Große Striegis. Mobendorf befindet sich 36 km nordöstlich von Chemnitz und ist über die Anschlussstelle 72 der Bundesautobahn 4 zu erreichen.

### Nachbarorte
| Pappendorf  |                                             | Goßberg         |
| Cunnersdorf | Kompassrose, die auf Nachbargemeinden zeigt | Seifersdorf     |
|             | Riechberg                                   | Langhennersdorf |

## Geschichte
Mobendorf wurde im Zuge der Ostexpansion unter Markgraf Otto in den Jahren von 1156 bis 1162, vor der Entstehung des Klosters Altzella, gegründet. Aus einer Urkunde aus dem Jahr 1185 geht hervor, dass das Dorf zum Stiftungsgebiete des Klosters Altzella gehört, an dessen Westgrenze es liegt. Mobendorf wurde als Obirndorf 1428 erstmals urkundlich erwähnt. Es gab mehrere Bergbau-Versuche, die wegen ungenügender Ausbeute wieder eingestellt wurden. Heute noch zugänglich ist der Döringstolln unweit der Gaststätte Wiesenmühle im Tal der Großen Striegis.
Bis zur Reformation 1540 war das Kloster Altzella Grundherr über den Ort. Danach gelangte das Dorf aus dem Besitz des säkularisierten Klosters Altzella in den Besitz von Ulrich von Mordeisen. Nach dessen Ableben verkaufte sein Sohn Rudolph die fünf geerbten Dörfer Berbersdorf, Goßberg, Kaltofen, Mobendorf und Pappendorf 1587 an Markgraf Christian. Fortan gehörte der Ort bis 1856 als Amtsdorf zum kursächsischen bzw. königlich-sächsischen Amt Nossen. Ab 1856 gehörte Mobendorf zum Gerichtsamt Hainichen und ab 1875 zur Amtshauptmannschaft Döbeln, welche 1939 in Landkreis Döbeln umbenannt wurde. Um 1875 wurde das Vorwerk Ottilienhof nachgewiesen.
Mit der zweiten Kreisreform in der DDR 1952 wurde die Gemeinde Mobendorf dem neu gegründeten Kreis Hainichen im Bezirk Chemnitz (1953 in Bezirk Karl-Marx-Stadt umbenannt) angegliedert, welcher ab 1990 als sächsischer Landkreis Hainichen fortgeführt wurde und 1994 im Landkreis Mittweida bzw. 2008 im Landkreis Mittelsachsen aufging.
Am 1. Januar 1994 schloss sich die Gemeinde Mobendorf mit den Gemeinden Pappendorf (mit Kaltofen), Goßberg und Berbersdorf (mit Schmalbach) zur Gemeinde Striegistal zusammen. Diese vereinigte sich wiederum am 1. Juli 2008 mit der Gemeinde Tiefenbach zur neuen Gemeinde Striegistal.

### Historische Schreibweisen des Ortsnamens
Der Schreibweise des Ortsnamens Mobendorf hat im Laufe seiner Geschichte variiert. Folgende Schreibweisen sind aus historischen Quellen überliefert:
Ortsnamenformen:
- 1428: Obirndorff
- 1442: Moberndorf
- 1447: Oberdorff
- 1501: Moberndorff
- 1542: Mobendorff
- 1555: Mobendorf

### Deutung des Ortsnamens
Einzig in der Urkunde von 1447 wird der Name entsprechend seiner Bedeutung geschrieben. Mit Oberdorf werden in vielen Ortschaften der Region die ehemals selbständigen Bauerngemeinden bezeichnet, die geografisch höher lagen als das benachbarte Kirchdorf. Als Beispiele seien Langhennersdorf, Marbach und Rossau genannt. Während diese Gemeinden zusammenwuchsen, blieb das bei Mobendorf und dem Kirchdorf Pappendorf aus, die Herkunft des Ortsnamens wurde vergessen bzw. anders gedeutet. Entgegen wissenschaftlichen Erkenntnissen wird das auch heute noch publiziert.

## Persönlichkeiten

### Persönlichkeiten, die vor Ort gewirkt haben
- Richard Witzsch (1877–1939), Volksschullehrer und Autor regionalgeschichtlicher Arbeiten

## Tourismus
Mobendorf liegt an der Großen Striegis und ist Ausgangspunkt für mehrere Rundwanderwege im Landschaftsschutzgebiet Striegistäler. Am Beginn der ausgeschilderten Wege stehen Parkplätze zur Verfügung.
Außerhalb der Ortslage befindet sich am Striegistalwanderweg eine Ausflugsgaststätte mit Beherbergungsmöglichkeit und einem Wasserkraftwerk.

## Sehenswürdigkeiten
- Aussichtspunkt Teufelskanzel, ein Felssporn mit Blick in das Striegistal

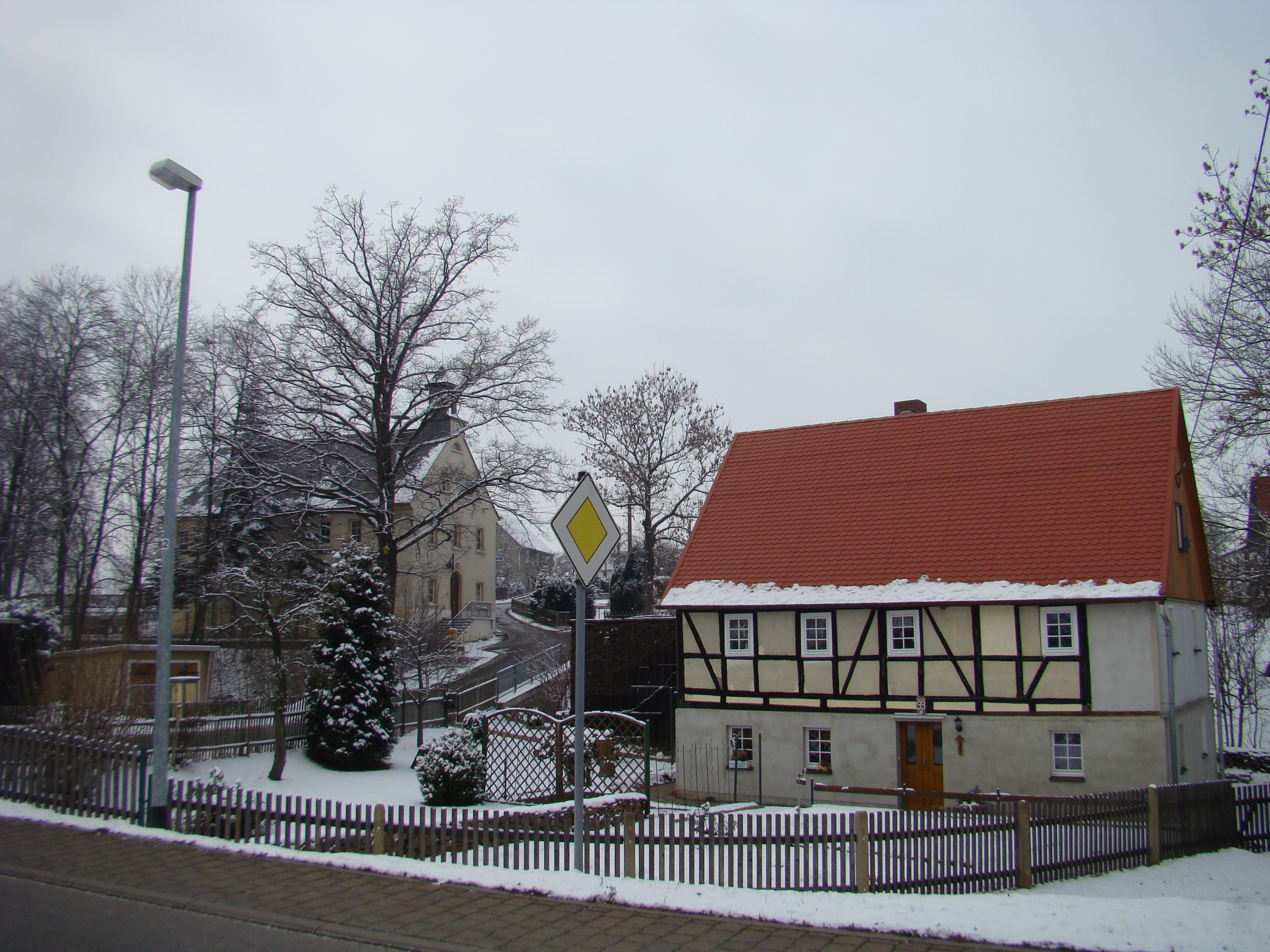
Fachwerkhaus, im Hintergrund die ehemalige Dorfschule, Wirkungsstätte von Richard Witzsch

- Döringstolln
- Wasserkraftwerk der Wiesenmühle